# Järnpojke

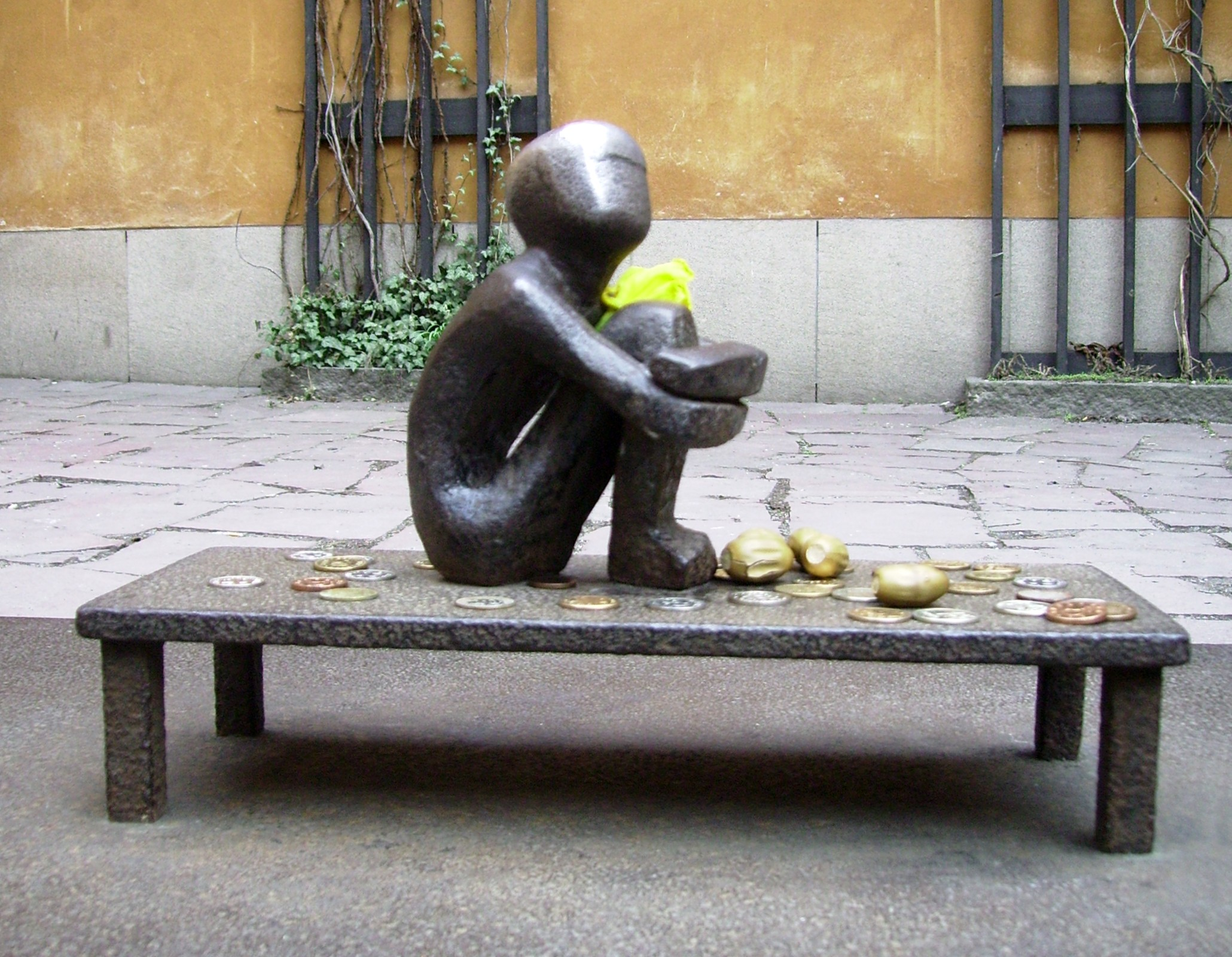
Pojke som tittar på månen, april 2009.

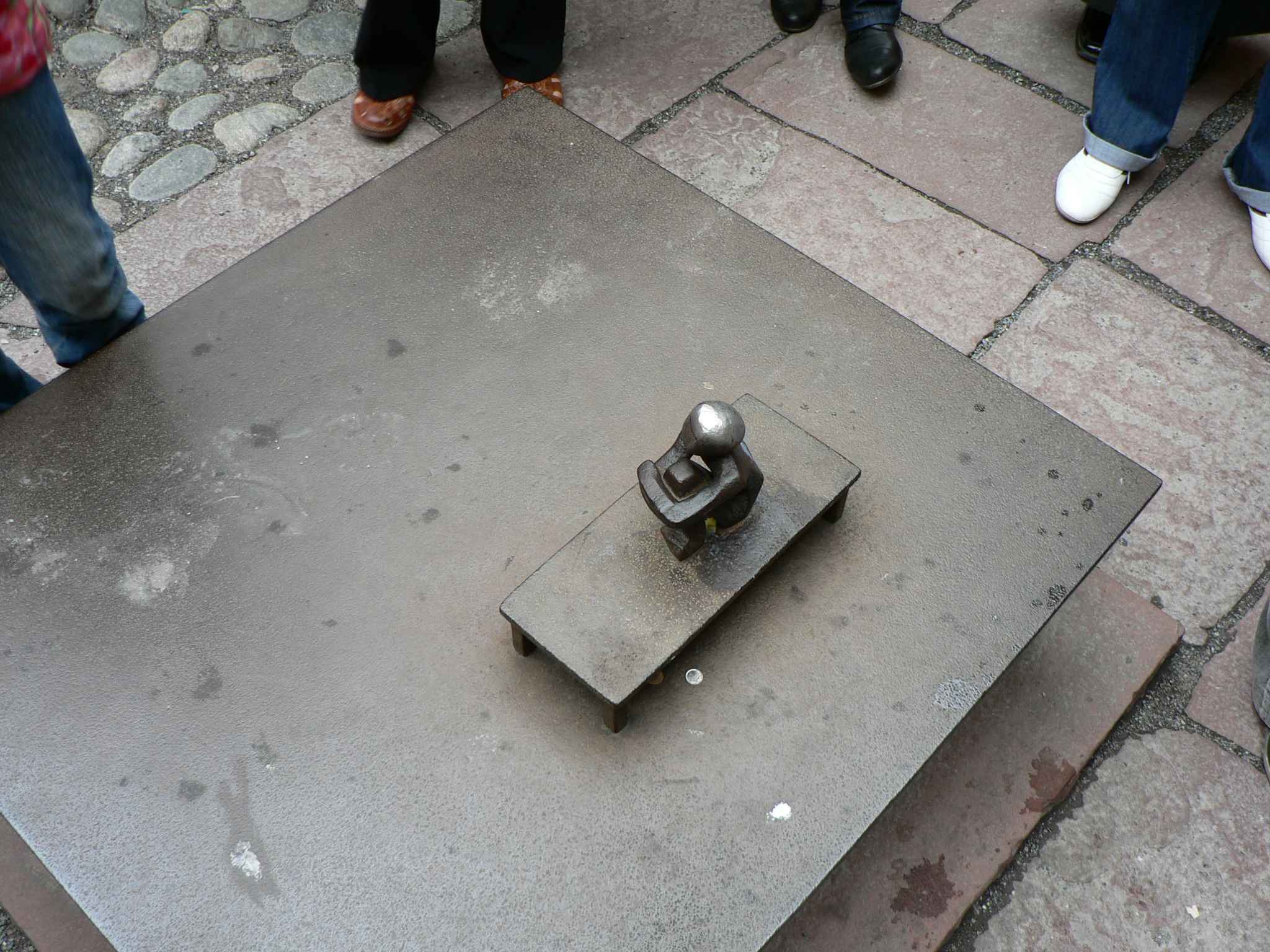
Skulpturen sedd uppifrån.

Järnpojke, även kallad "Pojke som tittar på månen", är en skulptur  av konstnären Liss Eriksson. Skulpturen återfinns på Bollhustäppan, på Finska kyrkans bakgård i Gamla stan i Stockholm. Skulpturen är 15 centimeter hög och känd som "Sveriges minsta offentliga monument".
Skulpturen restes 1967. Det händer att förbipasserande offrar pengar till pojken och klappar honom på huvudet i syfte att få tur. Åt skulpturen har halsduk och mössa stickats.